# Cantonul Saint-Vallier-de-Thiey
Cantonul Saint-Vallier-de-Thiey este un canton din arondismentul Grasse, departamentul Alpes-Maritimes, regiunea Provence-Alpes-Côte d'Azur, Franța.

## Comune
- Cabris
- Escragnolles
- Peymeinade
- Saint-Cézaire-sur-Siagne
- Saint-Vallier-de-Thiey (reședință)
- Spéracèdes
- Le Tignet